# Partei der Zukunft der Nation
Die Partei der Zukunft der Nation (Ägyptisch-Arabisch حزب مستقبل وطن Hizb Mustaqbal Watan) ist eine im Zuge der Staatskrise 2014 gegründete militaristische und populistische Partei in Ägypten. Sie gilt als Partei des Sisi-Regimes und ist durch Übertritte aus anderen Parteien die größte Partei Ägyptens geworden.
Viele Parteimitglieder waren Mitglieder der Nationaldemokratischen Partei des ehemaligen Präsidenten Hosni Mubarak. Bei den Präsidentschaftswahlen 2018 unterstützte die Zukunftspartei den Amtsinhaber Abd al-Fattah as-Sisi, der sich 2013 an die Macht geputscht hatte. Im gleichen Jahr wurde zudem eine Parteifusion mit Sisis Präsidentschaftskampagnenteam beschlossen. Im Oktober 2018 sollte die Partei in Zukunftspartei Ägyptens umbenannt werden. Im Zuge dessen traten auch Politiker der ältesten Partei Ägyptens, der Wafd-Partei, sowie der bislang größten Partei Ägyptens, der Partei Freier Ägypter, zur Zukunftspartei der Nation über. Letztere war bei der Parlamentswahl 2015 noch vor der Zukunftspartei zur stärksten Partei gewählt worden. Alle drei Parteien waren Teil des Sisi-Parteienbündnisses „Für die Liebe zu Ägypten“.
Die Zukunftspartei der Nation unterstützt die Streitkräfte Ägyptens, die seit dem Militärputsch 1952 unter Gamal Abdel Nasser eine große Macht in Ägypten ausüben. Sie ist gegen die Stationierung von Truppen in Syrien. Wirtschaftlich setzt sich die Zukunftspartei für eine Liberalisierung des ägyptischen Pfunds und eine Umsetzung von Maßgaben des IWF ein.
Verglichen mit der Regimepartei der Mubarak-Ära, NDP, fällt vor allem das geschärfte außenpolitische Profil auf: während damals keine aktive Afrika-Politik verfolgt wurde, bildet diese nun einen zentralen Programmpunkt. Die Partei wirkt an der Organisation von Staatsbesuchen des ägyptischen Präsidenten as-Sisi mit, indem sie vorher Delegationen in die Zielländer schickt.